# Francisco Javier Pons Tubio
Francisco Javier Pons Tubio, més conegut com a Javier Pons (Alcanyís, Terol, 1959) és un periodista i gestor de ràdio i televisió espanyol.
Format a la Universitat Autònoma de Barcelona, va començar desenvolupant la seva trajectòria professional a Catalunya, dedicant la major part d'aquesta a la ràdio i la televisió. Començà treballant a emissores del grup Prisa a Ràdio Reus, i posteriorment a Ràdio Salou, Ràdio Lleida, Ràdio Barcelona i M80 Radio. També ha estat director de Los 40 Principales, on va impulsar espais de gran èxit com Anda ya o En tu casa o en la mía. El 2001 va decidir canviar la ràdio per la televisió. Es va incorporar a l'equip de la productora El Terrat com a director general càrrec que ocupà entre 1999 i 2007, i fou des d'aquesta empresa que treballà per a les principals cadenes de l'Estat espanyol, com TV3, ETB, TVE, Telemadrid, Antena 3, Telecinco, Cuatro, La Sexta, entre d'altres.
El gener de 2007 el Consell d'Administració de la Corporació Radiotelevisió Espanyola (RTVE) aprovà el seu nomenament com a nou director de Televisió Espanyola (TVE) en substitució de Manuel Pérez Estremera, càrrec que ocupà fins al gener de 2010, en què fou substituït per fins aleshores director de RNE, Santiago González.
Després de deixar la direcció de TVE, s'incorporà com a conseller delegat d'Unión Radio de PRISA, càrrec en el qual es mantingué fins a l'octubre del 2012. El 2014 passà a treballar com a directiu a la televisió mexicana TV Azteca. L'octubre del 2015 s'incorporà al recent canal DKiss, del Grup Kiss Media, i el maig del 2016 passà a ser el nou director general de Globomedia, productora del Grup Mediapro especialitzada en continguts per a la televisió.
L'any 2009 la Fundació Gresol li concedí el 'Premi Gaudí Gresol a la Notorietat i l'Excel·lència'.